# Chiesa di San Rocco (Matera)
La chiesa di San Rocco, costruita nel 1348, è un'antica chiesa rupestre di Matera.

## Descrizione
La chiesa di San Rocco è annessa al monastero dei Padri Riformati. I numerosi rimaneggiamenti nel corso dei secoli hanno alterato completamente la struttura, compresa la facciata.